# Sembrutes
Sembrutes – władca Aksum, który jak pierwszy na ziemiach półwyspu somalijskiego użył tytułu Króla Królów. Znany jest jedynie z greckiej inskrypcji, według której założył Deqqi Mehari, dzisiejszy Dekemhare. Jego identyfikacja nie jest pewna, może być utożsamiany z Ousanasem.